# Estimo la meva família
«我爱我家» (literalment, Estimo casa meva) és la primera comèdia de situació de la Xina continental, ideada i creada principalment per Ying Da, Wang Shuo i Liang Zuo, i produïda pel Centre de Publicitat Audiovisual Beijing Hong-Lü-Lan. És la primera comèdia de situació del món interpretada en mandarí estàndard, i ha estat considerada una fita de la comèdia televisiva xinesa. El director Ying Da ha estat anomenat per això el “padrí de la comèdia de situació xinesa” i, per part d’alguns col·legues estrangers, fins i tot anomenat amb humor el “Norman Lear xinès” (en referència al pare de la comèdia de situació nord-americana).

## Procés de filmació
Als anys 1980, mentre Ying Da cursava un màster als Estats Units, va veure la comèdia de situació nord-americana The Cosby Show, i li va sorgir la idea de fer una comèdia purament xinesa. El 1987, després d’obtenir el màster en direcció i interpretació teatral al Departament de Teatre de la Universitat de Missouri, va tornar a la Xina per desenvolupar la seva carrera, portant també amb ell aquesta forma artística de comèdia de situació originària dels Estats Units.
El 5 de novembre de 1992, Ying Da i el reconegut escriptor Wang Shuo van començar per primera vegada a discutir sobre la creació de 我爱我家 (Estimo casa meva). Van convidar el prestigiós escriptor Liang Zuo, amb una llarga trajectòria en esquetxos, xiangsheng (diàlegs còmics tradicionals xinesos) i guions literaris, a exercir de guionista en cap, mentre que Du Yu en va ser el productor executiu. Aquest dia ha estat posteriorment considerat com la data de naixement de la comèdia de situació a la Xina continental.
Després que Ying Da i Wang Shuo expliquessin breument a l’empresa inversora Changchun Hengda Enterprise Development Company el concepte d’aquest gènere humorístic i molt popular de comèdia de situació existent a l’estranger, es va signar l’acord de producció. Tanmateix, els fons destinats al projecte no van ser gaire abundants, i la remuneració per al personal de l’equip de rodatge també va ser baixa. La subdirectora Lin Cong, a més, és una reconeguda guionista i directora, i filla del famós director del Teatre Popular de Pequín, Lin Zhaohua.
El 7 de juliol de 1993, coincidint amb el seu aniversari, Ying Da va iniciar el rodatge de 我爱我家 (Estimo casa meva), i a finals d’any es va completar tota la postproducció de les 40 primeres capítols. El 25 d’abril de 1994 es va emetre per primera vegada a la cadena SatTV (卫视中文台), i els espectadors de la Xina continental amb accés a televisió per cable en podien veure l’emissió. Tot seguit, el 27 d’abril de 1994, l’equip va començar el rodatge de la continuació de la sèrie.
El 1r d’octubre de 1996, amb la renovació del franja de les nou de la nit de la cadena TTV de Taiwan (台視九點檔大翻新), el primer programa que s’hi va emetre va ser 我爱我家 .

## Repartiment i equip
Fu Ming: interpretat per Wen Xingyu. Té 66 anys, el seu nom original és Jia Jingxian. És un antic director retirat, funcionari de rang subdirector general. És honest, bondadós i amb gran sentit dels principis, però mostra certs trets de burocratisme i acostuma a parlar amb un to oficial molt marcat. Les seves frases típiques són: «Què estàs fent?» i «Ja m’ho havia ensumat fa temps». Més endavant col·labora voluntàriament al comitè de veïns.
Jia Zhiguo: interpretat per Yang Lixin. Té 42 anys, és el fill gran de Fu Ming. Treballador d’un organisme estatal, també funcionari de rang subdirector de departament. Va ser enviat com a jove intel·lectual al Cos de Producció i Construcció de Heilongjiang, i el 1973 va entrar a la universitat com a estudiant seleccionat entre obrers, camperols i soldats, obtenint un diploma universitari. És poruc i evita els conflictes, però té un cert complex de superioritat davant la seva dona He Ping pel fet d’haver anat a la universitat. Té pensaments poc honestos cap a algunes noies joves, però no té prou coratge per actuar.
He Ping: interpretada per Song Dandan. Té 38 anys, esposa de Jia Zhiguo. Artista de Jingyun dagu (cant narratiu tradicional de Pequín), treballadora cultural amb estudis de grau mitjà, treballa en un grup d’actuacions de música i narració. S’encarrega de les tasques domèstiques diàries, no és gaire rigorosa amb els principis, però és el pilar de la família.
Jia Zhixin: interpretat per Liang Tian. Té 30 anys, fill petit de Fu Ming. Sense feina fixa, sense grans ambicions; de tant en tant fa negocis menors. En moments decisius sap mostrar fermesa i caràcter. Més endavant marxa a l’illa de Hainan per fer negocis.
Jia Xiaofan: interpretada per Zhao Mingming. Té uns 23 anys, és la filla petita de Fu Ming, germana de Zhiguo i Zhixin. Estudiant universitària de filologia xinesa, i posteriorment marxa als Estats Units per continuar els estudis. Està força orgullosa de ser una estudiant excel·lent de literatura.
Jia Yuanyuan: interpretada per Guan Ling. Té 12 anys, filla de Jia Zhiguo i He Ping. Estudiant de l’escola primària Hepingli, després va ser admesa directament a l’Institut 171 de Pequín. És intel·ligent, aplicada i molt espavilada, sovint es fica en embolics. Un cop va causar tensions familiars per la seva gran admiració pel cantant hongkonguès Leslie Cheung.
Zhang Fenggu: interpretada per Shen Chang. Té uns 20 anys, minyona vinguda de Sichuan a Pequín per treballar. Treballadora i responsable, és considerada part de la família per tots els membres. Posteriorment, marxa amb Jia Zhixin a l’illa de Hainan per provar fortuna, i a la seqüela es converteix en la seva cap, tot i continuar sent secretament enamorada d’ell.
Meng Chaoyang: interpretat per Zhang Yongqiang. Té 27 anys, germà del professor Meng Chaohui, que és tutor de Xiaofan. És el xicot fictici que Xiaofan presenta a la família abans de marxar a l’estranger. Posteriorment, una carta de Xiaofan revela la seva identitat, però igualment continua sent considerat part de la família i visita sovint la casa (seqüela).
Xue Xiaogui: interpretada per Li Mei. Té 18 anys, és la nova minyona que arriba després de la marxa de Zhang Fenggu. Té accent de Henan i estudis d’educació secundària (seqüela).
A més, hi ha diversos personatges recurrents que apareixen sovint:
- Les mares del comitè de veïns (interpretades per Jin Yaqin i Tang Jichen).
- El rival de Fu Ming, Zheng Qianli (interpretat per Zhang Tong), i Hu Xuefan (interpretat per Ying Ruocheng).
- L’esposa de Hu, senyora Hu (interpretada per Zheng Zhenyao).
- La filla de Zheng Qianli, Zheng Yanhong (interpretada per Cai Ming), companya de Zhixin i amiga d’infància de Zhiguo.
- L’amic de Zhixin, Hu San (interpretat per He Bing).
- L’agent de policia local, Xiao Xu (interpretat per Zhang Shirui).
- El germà de Meng Chaoyang, el professor Meng Chaohui (interpretat per Liu Wei), que també és company d’estudis de He Ping i tutor de Xiaofan.
- El metge veí Yang (interpretat per Ying Zhuang).
- I la mare de He Ping, anomenada vella He (interpretada per Han Ying).

## Trama
La sèrie, a través de la vida quotidiana d’una família de sis membres de Pequín i del seu entorn de veïns, parents i diversos personatges de tota mena, ofereix un retrat clàssic de la saviesa popular i la vida de les classes populars enmig de les onades de reforma dels anys 1990. Presenta una imatge rica i acolorida del món divers i vibrant que es desplegava en plena època de transformacions.
Cada episodi narra una història completa de la vida quotidiana (els relats més llargs es divideixen en dues parts: primera i segona). Els temes tractats van des de qüestions domèstiques menors fins a grans polítiques nacionals. Abans de finalitzar cada capítol, s’inclouen uns minuts de moments de rodatge de casa (un muntatge d’escenes fallides) i el segment Estimo la meva cançó (un videoclip amb el tema musical principal).

### M'encanta la meva cançó
El reconegut músic Guan Xia va compondre totes les cançons de la sèrie, algunes de les quals tenen diverses versions amb veus masculines i femenines. Moltes d’aquestes cançons es van fer molt populars entre el públic per la profunditat de les seves lletres i la bellesa de les seves melodies, i van esdevenir molt estimades per l’audiència.
- Cançó d'obertura "Cor volador" Cantant: Zhang Peng
- Cançó final "You Are My Home" Lletra: Jia Ding Cantant: Dai Rao Han Lei
- Cançó d'obertura "Vent calent" Cantant: Na Ying Hongdou
- Cançó final "Promise" Lletra: Chen Tao Cantant: Mao Amin Zhang Peng
- Interludi "Agafant-te la mà" Cantant: Mou Qing Chen Lin
- Interludi "T'he dit que sóc real" Cantant: Chen Lin
- Interludi "No vull perdre" Cantant: Han Lei
- Interludi "Ei! Deixa de fer soroll" Cantant: Ying Xia
- Interludi "No m'importa"

### Llista d'episodis
Alguns dels noms d'actors convidats s'inclouen entre parèntesis.
1-2. Posar en pràctica l’experiència
3. El nostre dia dels innocents (Cai Ming)
4. També es pot considerar una desamor (Zhang Tong, Qiao Hong, Zeng Guohua, Shi Shaohui)
5-6. La sogra arriba a casa nostra (Han Ying, Li Yeping, Wu Shukun)
7. El frau (Jùhào, Li Xuliang, Lü Guobin, Zhang Yongqiang, Mo Qi)
8. Ja que vam estimar abans (Guo Donglin, Chen Jin)
9-10. Crònica d’una caça a les rates (Jin Yaqin, Liang Zuo)
11-12. Recerca sense fil (Xia Lixin, Zhang Shirui, Liu Bin, Lin Cong)
13-14. La temptació del cupó (Meng Jin, Guo Tao, Yuan Hua, Wang Kuairong)
15. La primera immersió al negoci
16. Destruir el pare (Liu Xiaoning, Ning Ning, Liu Jinshan, Tang Jichen)
17-18. Visitant inesperat (Ge You)
19. Mestre de qigong (Si Manan)
20. L’estrella del meu cor (Sun Fengying, Li Geng)
21. La filla vol partir lluny
22. Problemes de principis (Yan Meiyi, Jin Yaqin)
23-24. Doble presència inesperada (Xie Yuan, Li Mei)
25. Amar-te amb negociació (Liu Wei)
26. Entrevista televisiva (Ma Ling, Ying Ning)
27-28. Persones grans saludables
29. Dinàmica 202
30. No es pot viure així (Zhang Shenyin)
31-32. Aquell lloc llunyà (Liu Wei)
33-34. Parents propers (Tao Huimin)
35-36. Camina amb estil (Lin Cong)
37-38. Entre la vida i la mort (Li Chengru, Ying Zhuang)
39-40. No és fàcil per a ningú (Yang Qing)
41-42. Tornar a començar (He Bing, Pu Cunxin)
43-44. Vine a ajudar-me (Li Mingqi, Li Yuqing)
45. Gran detectiu
46. Amics de la vida (Wang Zhiwen, Jiang Shan, Lin Cong)
47-48. Fugir lluny i volar alt
49-50. Amors i rancúnies (Ying Zhuang, Ying Ruocheng, Zheng Zhenyao)
51-52. Els fills en plena joventut (Tang Jichen, Xie Fang)
53. Guia d’amor
54. Fer bones accions
55. Fer-te feliç i preocupar-te (Liu Bei)
56. Remodelar-se
57-58. Records perduts (Ying Zhuang)
59-60. L’esperança està a la terra
61-62. Al poble hi ha una noia anomenada Xiaofang (Fang Qingzhuo, Lü Xiaopin)
63-64. Crònica de caça fantasmes
65-66. La tieta ve de l’altra banda de l’oceà (Li Wanfen)
67. Pecat i càstig
68. Malaltia del cor
69-70. Declaració d’independència
71. Un servidor, dos amos
72. Felicitat familiar
73-74. Trobar-se i separar-se amb tristesa
75. L’equip arriba a casa meva
76. Una ràbia per l’amor
77-78. Només tinc una mare (Jin Zhao)
79. Gaudir de la solitud
80. Els vells encara fan coses (Li Ding)
81-82. Calor al cor infantil (Li Xuejian, Han Han)
83. Guinness familiar
84. La crueltat del món
85-86. Gran premi (Ying Da, Mo Dawei)
87. Karaoke
88. Sopar d’empresa
89-90. Descendents d’una família noble (Lei Kesheng, Lei Ruiqin, Lin Cong)
91. Carta misteriosa (Zhao Zhongxiang)
92. Testimoni (Liu Bin, Lin Cong, Jiang Wu, Xia Yu, Jiang Wen)
93-94. Qui és més tonto? (Ni Dahong, Lin Cong)
95-96. Un amor especial per a un ésser especial (Niu Li, Ma Ling, Chen Xinli)
97-98. La filla porta un company de classe (Wang Bin)
99. Mundial 94 (Niu Xingli)
100. Petita menjador
101-102. Els núvols es dispersen fàcilment
103. Bons defectes
104. Una nova pàgina
105-106. Obre la porta del sèsam
107-108. Veritats i mentides
109. Cas 818
110. El girasol mirant al sol
111-112. Sons del vent
113. Discurs d’investidura
114. Combinació optimitzada (Huang Zongluo)
115-116. Tu i jo avui (Song Chunli)
117-118. Atrapats per l’amor
119-120. Estimo casa meva

## Premis
- El productor executiu Du Yu va ser elegit com un dels “Deu millors productors de la primera edició de la Xina”. Els 40 episodis de 我爱我家 (Estimo casa meva) van rebre el premi a la “Millor comèdia de la dècada del nou període”.  El febrer de 1996, la cançó Ets la tendresa inesborrable de la meva memòria (interpretada per Dai Rao) va guanyar el premi a la millor cançó als premis “95 Subaru”.

## Anècdotes
我爱我家 es va rodar al barri situat al número 10 de Xibianmenwai Dajie, al districte de Xicheng, a Pequín, dins de la jurisdicció del carrer Yuetan. Aquest conjunt residencial va ser construït als anys 50 del segle XX. A causa de la seva antiguitat, fa més de vint anys que els edificis van ser classificats com a habitatges en estat de risc, amb problemes potencials de seguretat; actualment, algunes de les construccions continuen patint esquerdes a les parets i altres deterioraments. No obstant això, com que aquests edificis estan vinculats a la protecció del patrimoni històric i cultural, el procés de demolició i reubicació avança molt lentament.